# Bahnhof Cölbe
Der Bahnhof Cölbe ist ein Durchgangsbahnhof an der Main-Weser-Bahn in Cölbe. Hier zweigen die Obere Lahntalbahn nach Erndtebrück über Biedenkopf und Bad Laasphe und die Burgwaldbahn nach Frankenberg über Wetter und Münchhausen von der Hauptstrecke ab. Neben dem bahnsteiglosen Hauptgleis der Main-Weser-Bahn in nördliche Richtung liegen weitere vier Gleise, die über zwei Bahnsteige erreicht werden können.
Das neobarocke Bahnhofsgebäude ist Kulturdenkmal gemäß dem Hessischen Denkmalschutzgesetz.

## Geschichte

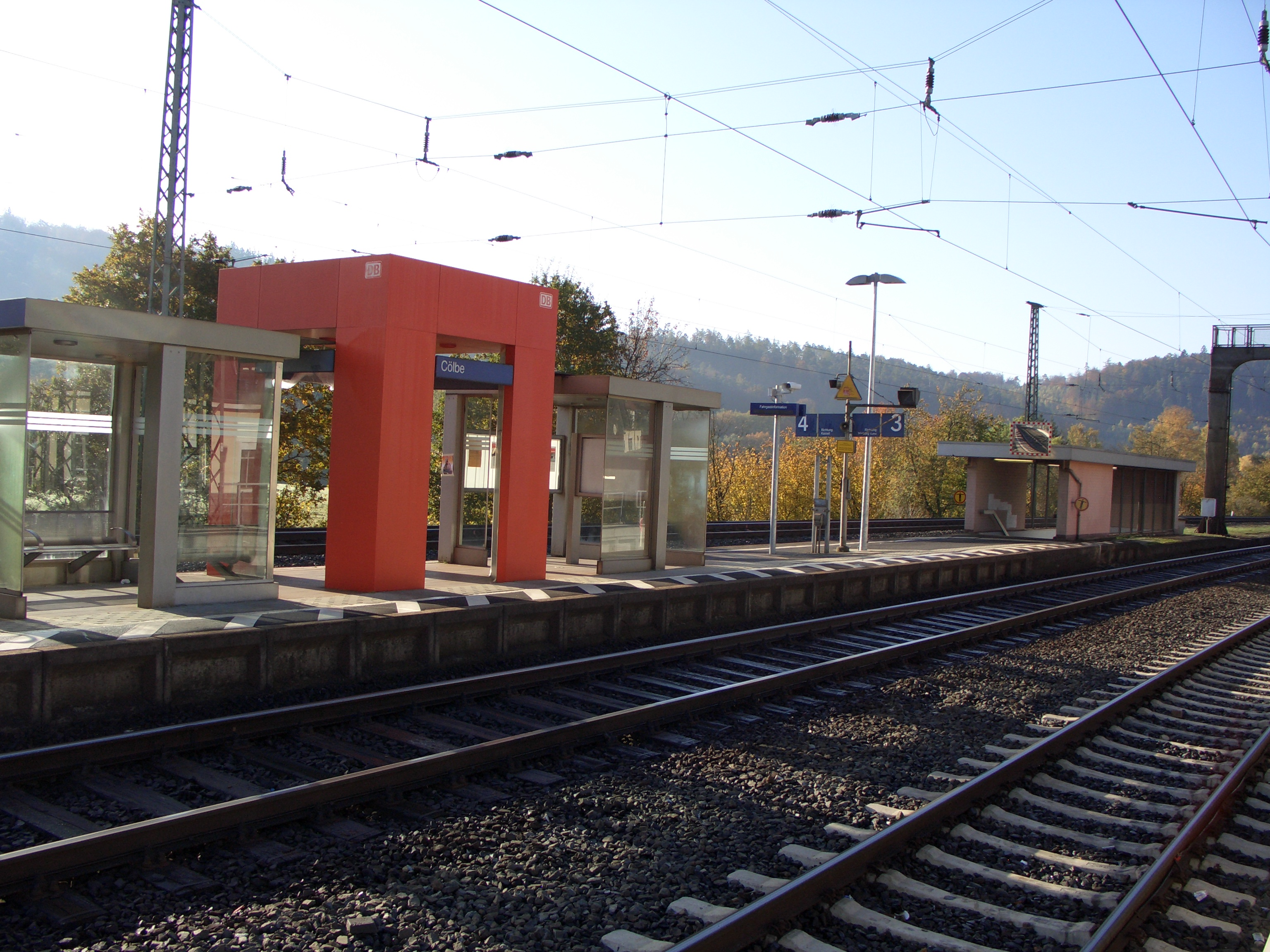
Der noch nicht sanierte Bahnsteig der Gleise 3 und 4

Die Züge der 1852 eröffneten Main-Weser-Bahn halten seit 1869 auch in Cölbe. Mit der Zeit stieg die Bedeutung des Bahnhofs. Besonders mit der Eröffnung der Oberen Lahntalbahn und der Burgwaldbahn wuchs das Personen- und Güteraufkommen. Nördlich des Bahnhofs gab es Gleisanschlüsse zu Firmen, die dort ihre Güter verladen haben. Heute sind jedoch sämtliche Gütergleise abgebaut. Im Personenverkehr wird Cölbe bis auf wenige Ausnahmen ausschließlich mit Regionalbahnen bedient. Nachdem der Bahnsteig der Gleise 1 und 2 so stark heruntergekommen war, dass er nicht mehr betreten werden durfte, musste er gesperrt und erneuert werden. Im Herbst 2010 wurde er von der Kurhessenbahn gepflastert und angehoben. Der Bahnsteig der Gleise 3 und 4 soll mittelfristig ebenfalls erneuert werden.
Im dritten Gutachterentwurf des Deutschlandtakts sind verschiedene Spurplanänderungen im Bahnhof unterstellt. Dafür sind, zum Preisstand von 2015, Investitionen von 16 Millionen Euro vorgesehen.

## Lage/Verkehrsanbindung

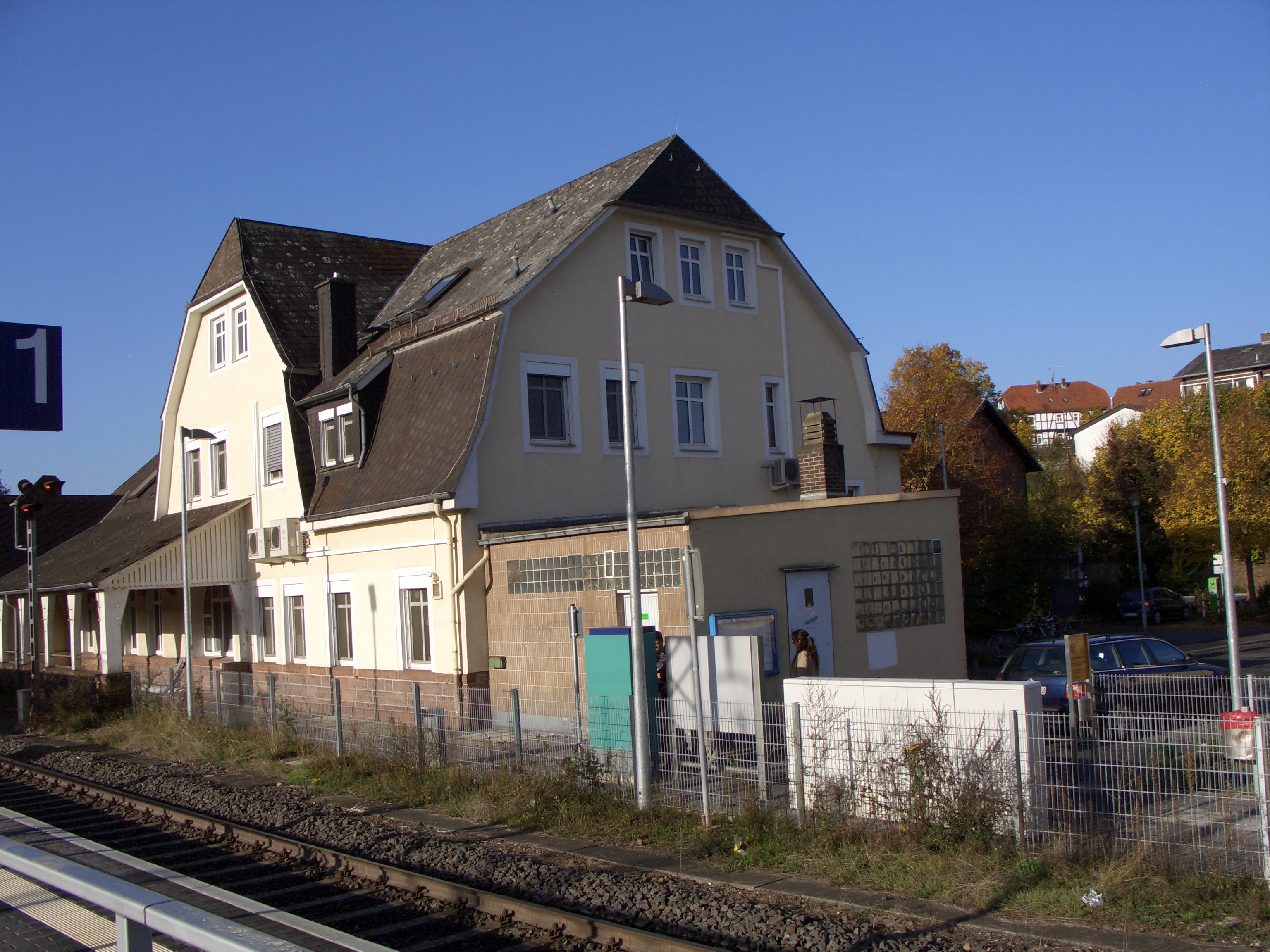
Empfangsgebäude (heute Gemeindeverwaltung), Gleisseite

Der Bahnhof Cölbe liegt am östlichen Rand des gleichnamigen Ortes an der L 3089. Neben dem Empfangsgebäude gibt es einige P+R-Parkplätze und die Bushaltestelle Cölbe Bahnhof, an der die Buslinien MR-72, 481 und 482 halten. Durch eine Fußgängerüberführung über die L 3089 ist der Bahnhof mit dem Ortskern verbunden.

## Bahnanlagen

### Empfangsgebäude
Das Empfangsgebäude entstand nach einem Entwurf von Alois Holtmeyer im Jahr 1908. An der ortszugewandten Seite westlich der Strecke steht ein L-förmiger Putzbau mit Mansarddach, an den sich südlich ein T-förmiger, schlichterer und niedrigerer Anbau anschließt.
Das Gebäude wird heute von der Gemeinde Cölbe als Verwaltungsgebäude benutzt. Um zu den Gleisen zu gelangen, muss man um das Gebäude herumgehen, da sich die Unterführung dahinter befindet.

### Gleise
Der Bahnhof Cölbe besitzt heute fünf Gleise, von denen vier einen Bahnsteig besitzen. Die beiden äußeren Bahnsteiggleise (3 und 4) und das durchgehende Hauptgleis der Main-Weser-Bahn in nördlicher Richtung (Gleis 5) werden nur von Zügen dieser Strecke befahren. Gleis 2 kann von allen Zügen bedient werden. Es halten jedoch dort nur Züge nach Bad Laasphe/Erndtebrück oder Frankenberg (Eder)/Korbach/Brilon Wald bzw. Brilon Stadt. Gleis 1 kann aufgrund fehlender Weichenverbindungen nicht von Zügen der Main-Weser-Bahn genutzt werden, hier fahren die Züge der Oberen Lahntalbahn und der Burgwaldbahn nach Marburg (Lahn). Von diesem Gleis zweigten früher auch die Gewerbeanschlüsse ab.
Der Bahnhof besitzt zwei Mittelbahnsteige:
- Ein Mittelbahnsteig liegt zwischen den Gleisen 1 und 2 und gehört der Kurhessenbahn. Er war lange Zeit extrem heruntergekommen und zu niedrig für die Züge. Nachdem die Bahnsteigkante teilweise nicht mehr existierte und es bei Zugeinstiegen immer gefährlicher wurde, musste er Anfang 2010 komplett gesperrt werden und durch einen Behelfsbahnsteig an Gleis 1 ersetzt werden. Als die Burgwaldbahn im Herbst 2010 modernisiert wurde, betraf dies auch den Bahnsteig der Kurhessenbahn im Bahnhof Cölbe. Er wurde gepflastert, mit Glaswartehäuschen und taktilen Blindenleitstreifen versehen und auf der Seite von Gleis 2 auf 76 cm angehoben. Die Bahnsteigkante am Gleis 1 bleibt bei einer Höhe von 55 cm.
- Der andere Mittelbahnsteig liegt zwischen den Gleisen 3 und 4. Er soll mittelfristig ebenfalls erneuert und angehoben werden. Dort halten alle Züge der Main-Weser-Bahn.

#### Gleiszugang

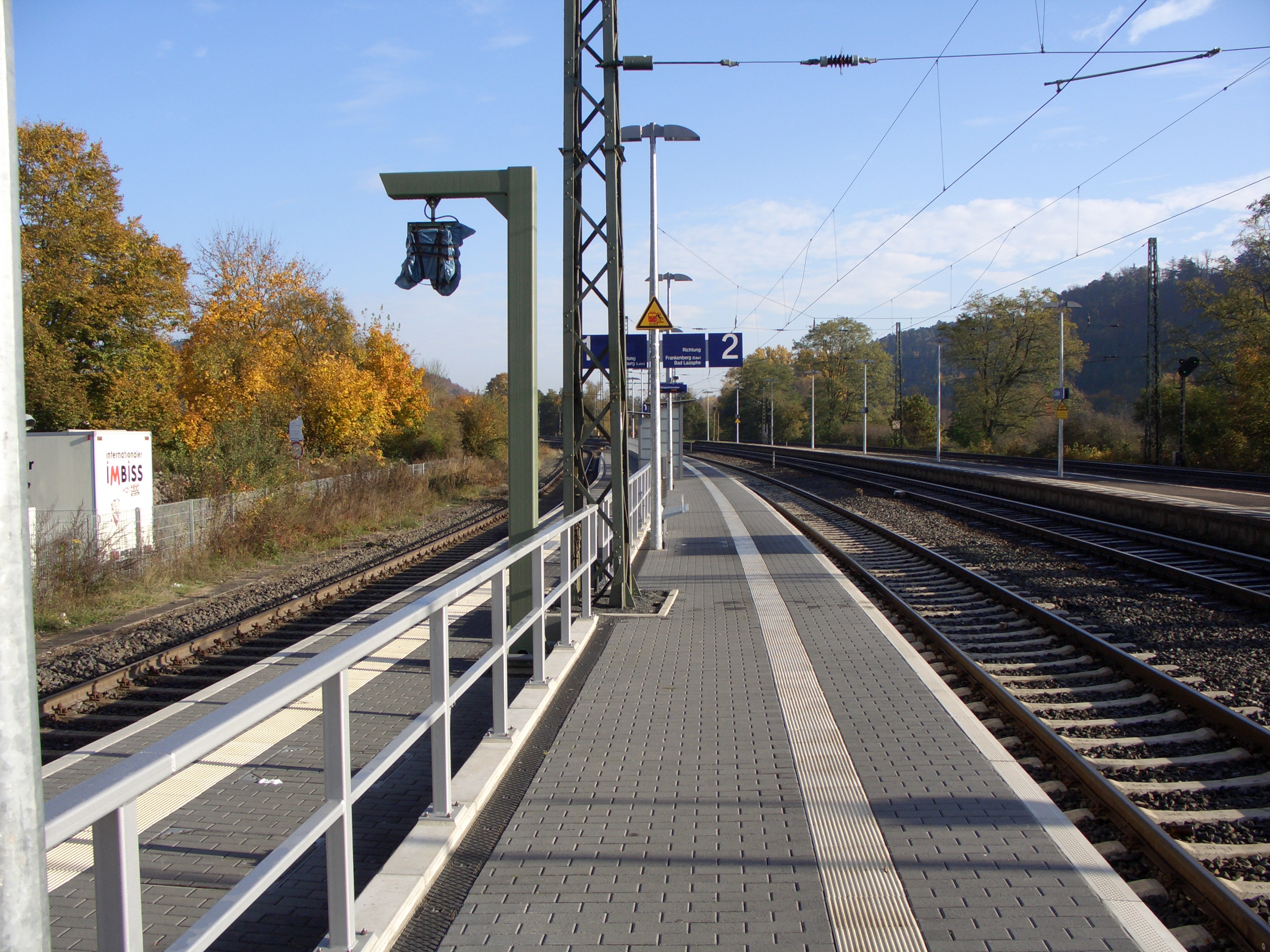
Der Bahnsteig der Gleise 1 und 2 (2010 saniert)

Auf der gleiszugewandten Seite des Empfangsgebäudes befindet sich der Treppenzugang zur Unterführung zu den beiden Mittelbahnsteigen. Dort befindet sich auch ein Fahrkartenautomat und eine Informationstafel mit Fahrplänen. Ein Hausbahnsteig besteht nicht.

### Stellwerk
Der Bahnhof Cölbe verfügte über drei Stellwerke: Das Fahrdienstleiterstellwerk „Cf“ stand in Höhe des Streckenkilometers 100,6 der Main-Weser-Bahn auf der dem Empfangsgebäude abgewandten Gleisseite, das Stellwerk „Cn“ im Streckenkilometer 99,8 derselben Strecke zwischen den Bahnanlagen und der parallel verlaufenden alten Bundesstraße 3. Das Stellwerk „Cw“ stand an der Ausfahrt in Richtung Sarnau in km 88,1 der Oberen Lahntalbahn unmittelbar am Bahnübergang der ehemaligen Bundesstraße 3 auf der Seite der Ladestraße.
Als im Bahnhof Marburg (Lahn) im Jahr 1969 das neue Drucktastenstellwerk „Mf“ in Betrieb genommen wurde, wurde der Bahnhof Cölbe in dieses als Fernstellbereich integriert. In Cölbe gibt es seitdem keine eigenen Stellwerksanlagen mehr. Die drei alten Stellwerksgebäude wurden im Laufe der Zeit abgerissen. Das Stellwerk „Cn“ war Vorbild für einen H0-Bausatz der Firma Kibri (Modellnummer 9488).

## Bedienungsangebot

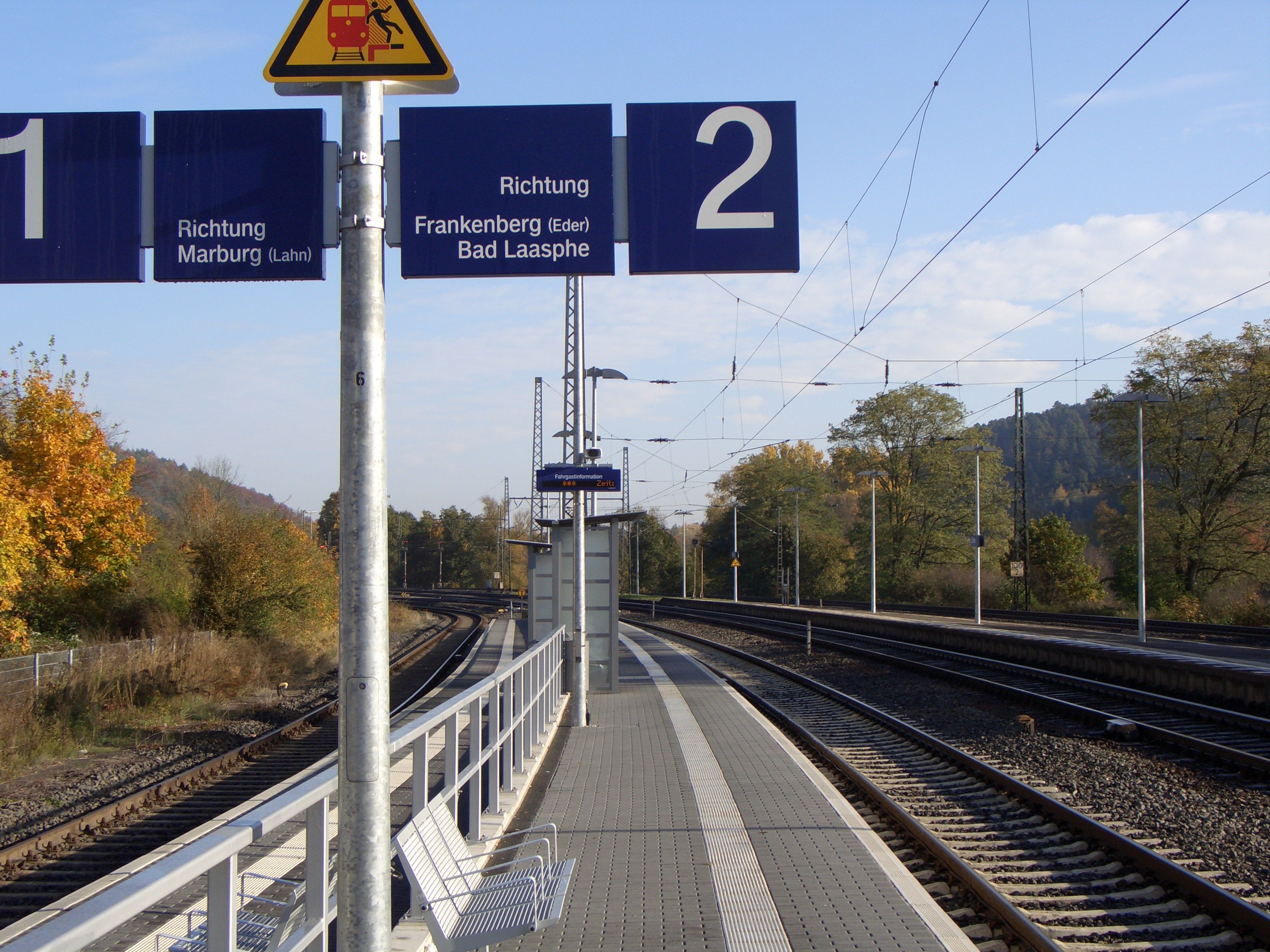
Die Beschilderung am Bahnsteig 1/2

### Personenverkehr
Der Bahnhof Cölbe wird im Stundentakt durch den Mittelhessen-Express (RB 41) bedient. Dieser verkehrt auf der Main-Weser-Bahn zwischen Treysa und Frankfurt Hbf; in Fahrtrichtung Kassel hält zudem der RE 98. Des Weiteren halten die von der Kurhessenbahn betriebenen Regionalbahnen 94 und 97, die auf den abzweigenden Nebenstrecken obere Lahntalbahn und Burgwaldbahn ebenfalls im Stundentakt verkehren und im Bahnhof Marburg (Lahn) enden. Somit hat Cölbe direkte Zugverbindungen nach Frankenberg (Eder), Biedenkopf, Bad Laasphe, Erndtebrück, Korbach, Brilon, Treysa, Marburg, Gießen, Friedberg und Frankfurt am Main. Besonders seit der Übernahme des Personenverkehrs durch die Kurhessenbahn auf den beiden Nebenbahnen im Jahr 2002 ist ein wachsendes Fahrgastaufkommen zu verzeichnen. Dies liegt hauptsächlich an den moderneren Triebwagen, dem dichteren Takt und den modernisierten Haltepunkten entlang der Strecken.
| Linie       | Verlauf | Takt                                                                   | Betreiber        |
| ----------- | --- | ---------------------------------------------------------------------- | ---------------- |
| RB 41       | Mittelhessen-Express: Frankfurt (Main) Hbf – Frankfurt (Main) West (– Bad Vilbel) (zweistdl.) – Friedberg (Hess) – Bad Nauheim (– Ostheim (b Butzbach)) (zweistdl.) – Butzbach (– Kirch Göns – Lang Göns – Großen Linden) (zweistdl.) – Gießen – Gießen Oswaldsgarten – Lollar – Friedelhausen – Fronhausen (Lahn) – Niederwalgern – Niederweimar – Marburg Süd – Marburg (Lahn) – Cölbe – Bürgeln – Anzefahr – Kirchhain (Bz Kassel) – Stadtallendorf (– Neustadt (Kr Marburg) – Schwalmstadt-Wiera – Treysa) (wochentags) Flügelung in Gießen. Zugteil nach Dillenburg als RB 40. Stand: Fahrplanwechsel Dezember 2021 | 60 min (wochentags) 120 min (Wochenende) 120 min (Stadtallend.–Treysa) | HLB Hessenbahn   |
| RB 94       | Obere Lahntalbahn: Marburg (Lahn) – Cölbe – Lahntal-Sarnau – Goßfelden – Sterzhausen – Caldern – Buchenau (Lahn) – Friedensdorf (Lahn) – Wilhelmshütte (Lahn) – Biedenkopf – Biedenkopf Campus – Wallau (Lahn) – Bad Laasphe-Niederlaasphe – Bad Laasphe – Feudingen – Oberndorf (Wittgenstein) – Leimstruth – Schameder – Erndtebrück ( – Hilchenbach – Kreuztal – Siegen Hbf – Betzdorf (Sieg)) (2 Zugpaare Samstags von/bis Betzdorf) Stand: Fahrplanwechsel Dezember 2021 | 120 min 60 min (Marburg–Laasphe werktags)                              | DB Kurhessenbahn |
| RE 97 RB 97 | Lahn-Sauerland-Express: Brilon Stadt – Brilon Wald – Willingen – Usseln – Korbach Hbf – Korbach Süd – Vöhl-Thalitter (nur RB 97) – Vöhl-Herzhausen – Vöhl-Schmittlotheim (nur RB 97) – Vöhl-Ederbringhausen (nur RB 97) – Frankenberg-Viermünden – Frankenberg-Goßberg – Frankenberg (Eder) – Burgwald-Birkenbringhausen – Wiesenfeld – Ernsthausen – Münchhausen – Simtshausen – Wetter (Hessen) – Cölbe – Marburg (Lahn) Stand: Fahrplanwechsel Dezember 2021 | 60/120 min (Brilon–Frankenberg) 60 min (Frankenberg–Marburg)           | DB Kurhessenbahn |
| RE 98       | Main-Sieg-Express: Kassel Hbf – Kassel-Wilhelmshöhe – Baunatal-Guntershausen – Edermünde-Grifte – Felsberg-Wolfershausen – Felsberg-Altenbrunslar – Felsberg-Gensungen – Wabern (Bz Kassel) – Singlis – Borken (Hess) – Zimmersrode – Schlierbach (Kr Schwalm-Eder) – Treysa – Schwalmstadt-Wiera – Neustadt (Kr Marburg) – Stadtallendorf – Kirchhain (Bz Kassel) – Marburg (Lahn) – Gießen – Friedberg (Hess) – Frankfurt (Main) West (einzelne Züge im Berufsverkehr) – Frankfurt (Main) Hbf Gießen – Frankfurt vereinigt mit RE 99 von Siegen Stand: Fahrplanwechsel Dezember 2021                                   | 120 min                                                                | HLB Hessenbahn   |

### Güterverkehr
Ein- und ausgehenden Güterverkehr gibt es im Bahnhof Cölbe seit den 1990er Jahren nicht mehr. Bis dahin wurden im nördlichen Bahnhofsbereich Güter von ansässigen Firmen verladen. Heute zeugen vom einst umfangreichen Güterverkehr nur noch die Laderampen und größere freie Flächen, auf denen früher Ladegleise lagen.